# Wyry
Wyry is een dorp in het Poolse woiwodschap Silezië, in het district Mikołowski. De plaats maakt deel uit van de gemeente Wyry en telt 3100 inwoners.